# Herbert Bruynseels
Herbert Bruynseels (Lier, 18 mei 1962) is een Belgisch voormalig acteur en presentator op radio en televisie. Hij speelde dokter Koenraad De Coninck in de VTM-serie Spoed. Hij maakte als radiomaker de opstart van de Vlaamse zenders Qmusic en Joe mee. In 2023 trok Bruynseels zich terug uit de mediawereld.

## Carrière
Hij begon in 1988 bij Studio Brussel als allereerste presentator van De Afrekening. Hij presenteerde het programma twee jaar. Drie jaar later bij VTM presenteerde hij in 1991 het spelprogramma Blanco en vanaf 1993 tot 1997 met Daisy Van Cauwenbergh het BV-programma Medialaan 1.
Herbert presenteerde 8 jaar lang op het Vlaamse commerciële radiostation Qmusic. Op 1 april 2009 ging hij aan de slag bij JOE fm. In juni 2017 verliet hij de zender en ging hij aan de slag bij Adventech in Zaventem om zijn passie te volgen. Sinds 2023 werkt hij in een dierenwinkel.

## Radio
- Qmusic: 2001 - 01-04-2009
- JOE fm: 01-04-2009 - 2017
  - Top 40 Hitarchief
- Nostalgie: 05-11-2018 - heden
  - Herbert & Astrid In De Ochtend (maandag tot vrijdag van 5u tot 9u)
  - januari-december 2022: Dagelijks avondprogramma van 22.00u tot middernacht

## Rollen
- Alfa Papa Tango (1991)
- Boys - Robert (1991)
- Bugg's bier - (1992)
- De Kotmadam - Teddy (1992)
- Meester! - John (1993)
- Straffe koffie - (1997)
- De Jacques Vermeire Show - (1998)
- De makelaar - Marc (1999)
- Flikken - Frank Laermans (1999)
- Recht op Recht - Frans Gentils (2001)
- Spoed - Dokter Koenraad De Coninck (2000-2002)
- Simsala Grimm - Verschillende personages (2000-2001)
- The Fairytaler - Verschillende personages (2003-2005)
- Thuis - Olivier (2004)
- Flikken - Wouter Dejongh (2004)
- Drakenjagers - Overige stemmen (2005-2008)
- F.C. De Kampioenen - Dokter Bloeyberghs (2006)
- LouisLouise - Maarten (2008)
- Witse (2008, 2009)
- Familie - Willy De Cock (2011)
- Familie - Dr Carl Dekens (2018)

## Persoonlijk leven
Bruynseels was getrouwd met Ann Pira, met wie hij een zoon en dochter heeft.